# 阿赫瓦尼莊園 (加利福尼亞州)
阿赫瓦尼莊園（英語：Ahwahnee Estates）是位於美國加利福尼亞州馬德拉縣的一個非建制地區。該地的面積和人口皆未知。

## 地理
阿赫瓦尼莊園的座標為37°22′15″N 119°42′14″W / 37.37083°N 119.70389°W，而該地的平均海拔高度為697米（即2287英尺）。